# 11251 Icarion
11251 Icarion este o planetă minoră (asteroid), cu un diametru de 22,012 km, din Asteroid troian al lui Jupiter. A fost descoperită pe 20 septembrie 1973 la Observatorul Palomar de Cornelis Johannes van Houten și a fost numită după Icarius al Spartei⁠(d). 
Obiectul prezintă o orbită caracterizată de o semiaxă mare de 5,161252 UAi, o excentricitate de 0,003, o înclinație de 4,20343 ° în raport cu ecliptica.